# 10 أكتوبر
- السبت
- الأحد
- الاثنين
- الثلاثاء
- الأربعاء
- الخميس
- الجمعة

- 275 ربيع الآخر 1447  هـ
- 286 ربيع الآخر 1447  هـ
- 297 ربيع الآخر 1447  هـ
- 308 ربيع الآخر 1447  هـ
- 19 ربيع الآخر 1447  هـ
- 210 ربيع الآخر 1447  هـ
- 311 ربيع الآخر 1447  هـ
- 412 ربيع الآخر 1447  هـ
- 513 ربيع الآخر 1447  هـ
- 614 ربيع الآخر 1447  هـ
- 715 ربيع الآخر 1447  هـ
- 816 ربيع الآخر 1447  هـ
- 917 ربيع الآخر 1447  هـ
- 1018 ربيع الآخر 1447  هـ
- 1119 ربيع الآخر 1447  هـ
- 1220 ربيع الآخر 1447  هـ
- 1321 ربيع الآخر 1447  هـ
- 1422 ربيع الآخر 1447  هـ
- 1523 ربيع الآخر 1447  هـ
- 1624 ربيع الآخر 1447  هـ
- 1725 ربيع الآخر 1447  هـ
- 1826 ربيع الآخر 1447  هـ
- 1927 ربيع الآخر 1447  هـ
- 2028 ربيع الآخر 1447  هـ
- 2129 ربيع الآخر 1447  هـ
- 2230 ربيع الآخر 1447  هـ
- 231 جمادى الأولى 1447  هـ
- 242 جمادى الأولى 1447  هـ
- 253 جمادى الأولى 1447  هـ
- 264 جمادى الأولى 1447  هـ
- 275 جمادى الأولى 1447  هـ
- 286 جمادى الأولى 1447  هـ
- 297 جمادى الأولى 1447  هـ
- 308 جمادى الأولى 1447  هـ
- 319 جمادى الأولى 1447  هـ

10 أكتوبر أو 10 تشرين الأوَّل أو يوم 10 \ 10 (اليوم العاشر من الشهر العاشر) هو اليوم الثالث والثمانين بعد المئتين (283) من السنوات البسيطة، أو الرابع والثمانين بعد المئتين (284) في السنوات الكبيسة، وفقًا للتقويم الميلادي الغربي (الغريغوري). يبقى بعده 82 يومًا على انتهاء السنة.

## أحداث
- 732 - نشوب معركة بلاط الشهداء في جنوب فرنسا بين المسلمين بقيادة والي الأندلس عبد الرحمن الغافقي من جهة، وقوات الفرنجة والبورغنديين بقيادة شارل مارتل من جهة أخرى.
- 1799 - نابليون بونابرت يصل إلى فرنسا عائدًا من مصر.
- 1870 - صدور إعلان ضم روما للمملكة الإيطالية.
- 1920 - وقوع معركة الجهراء بين حاكم الكويت الشيخ سالم المبارك الصباح والإخوان في الجهراء.
- 1944 - إبادة 800 من الأطفال الغجر في «معسكر اعتقال إشويتز» النازي.
- 1950 - اندلاع أزمة سياسية في مصر بعد الكشف عن فضيحة الأسلحة الفاسدة التي تورطت فيها شخصيات سياسية كبيرة اتهمت بشراء أسلحة وذخائر فاسدة للجيش المصري أثناء حرب 1948 مما ساهم في هزيمة القوات المصرية.
- 1956 - جيش الاحتلال الإسرائيلي ومجموعة من المستوطنين ينفذون مذبحة ضد مواطنين فلسطينيين عُزَّل في مدينة قلقيلية راح ضحيتها أكثر من 70 شخصًا.
- 1970 - استقلال فيجي.
- 1980 - زلزال بولاية الشلف الجزائرية راح ضحيته نحو 3000 قتيل.
- 1987 - فيجي تتحول إلى جمهورية.
- 1988 - افتتاح مبنى دار الأوبرا المصرية الجديدة بالجزيرة.
- 2001 - الجنرال برفيز مشرف يتولى رئاسة باكستان.
- 2009 - أرمينيا وتركيا توقعان اتفاقات ثنائية لتطبيع علاقاتهما بعد قرن من العداء بسبب مذابح الأرمن الناجمة عن قيام القوات العثمانية بقتل جماعي للأرمن في الحرب العالمية الأولى.
- 2012 - تويوتا اليابانية لصناعة السيارات تعلن عن تنفيذ أضخم حملة لسحب السيارات عبر العالم منذ عام 1996، بسبب خطر إمكانية نشوب حريق في النظام الكهربائي لإغلاق النوافذ في موديليها كورولا وكامري.
- 2013 -
  - منح جائزة نوبل في الأدب للكاتبة آليس مونرو.
  - منح جائزة سخاروف لحرية الفكر للناشطة الباكستانية ملالا يوسف زي.
- 2014 -
  - ملالا يوسف زي وكايلاش ساتيارثي يفوزان بجائزة نوبل للسلام.
  - الفرنسي جان تيرول يفوز بجائزة نوبل في العلوم الاقتصادية.
- 2015 - تفجيران في العاصمة التُركيَّة أنقرة قُرب محطَّة قطارات يُخلّفان 97 قتيلًا على الأقل وأكثر من 400 جريح.
- 2016 - الإعلان عن فوز أوليفر هارت وبينغت هولمستروم بجائزة نوبل في الاقتصاد لمساهمتهم في نظرية العقد.
- 2017 - إعصار نيت يضرب عدَّة دُول في أمريكا الوسطى ويتسبب بِفياضانات وانهيالات كثيرة، وقد بلغت حصيلة ضحاياه 40 شخصًا على الأقل.
- 2022 -
  - إعصار جوليا يتسبب في مقتل نحو 70 شخصاً في مناطق متفرقة في أمريكا الوسطى والجنوبية.
  - فوز بن برنانكي ودوغلاس دايموند وفيليب ديبفيج بجائزة نوبل التذكارية في العلوم الاقتصادية.
- 2024 - الكاتبة هان كانغ من كوريا الجنوبية تفوز بـجائزة نوبل في الأدب.

## مواليد
- 1470 - السلطان سليم الأول، سلطان عثماني.
- 1684 - أنطوان واتو، رسام فرنسي.
- 1729 - محمد بن عبد الله الفيروز، عالم مسلم وفقيه حنبلي أحسائي.
- 1731 - هنري كافنديش، عالم فيزياء وكيمياء بريطاني.
- 1813 - جوزيبي فيردي، موسيقي إيطالي.
- 1834 - ألكسس كيفي، روائي فنلندي.
- 1847 - آني بيزنت، كاتبة بريطانية.
- 1861 - فريتيوف نانسين، مستكشف نرويجي حاصل على جائزة نوبل للسلام عام 1922.
- 1866 - عدنان الغريفي، فقيه وشاعر وكاتب عراقي.
- 1894 - الشيخ سلمان بن حمد آل خليفة، حاكم البحرين.
- 1913 - كلود سيمون، كاتب فرنسي حاصل على جائزة نوبل في الأدب عام 1985.
- 1926 - سعاد حسين، ممثلة مصرية.
- 1930 -
  - إيف شوفان، عالم كيمياء فرنسي حاصل على جائزة نوبل في الكيمياء عام 2005.
  - هارولد بنتر، كاتب مسرحي بريطاني حاصل على جائزة نوبل في الأدب عام 2005.
- 1935 - خليل الوزير، سياسي وعسكري فلسطيني وأحد مؤسسي حركة فتح وجناحها المسلح (العاصفة).
- 1936 - غيرهارد إرتل، عالم فيزياء ألماني حاصل على جائزة نوبل في الكيمياء عام 2007.
- 1941 - خليفة الوقيان، شاعر وأديب كويتي.
- 1943 - إبراهيم الأسود بنحمادي، قصاص ومثقف تونسي.
- 1946 - تشارلز دانس، ممثل إنجليزي.
- 1953 - ألبرت روست، لاعب ومدرب كرة قدم فرنسي.
- 1954 -
  - ريخا، ممثلة هندية.
  - محمد منير، مغني مصري.
- 1955 - الشيخ محمد صباح السالم الصباح، وزير خارجية كويتي.
- 1956 - شيرين، ممثلة مصرية.
- 1957 - روميكو تاكاهاشي، مانغاكا يابانية.
- 1960 - خديجة عريب، سياسية هولندية من أصول مغربية.
- 1965 - كريس بن، ممثل أمريكي.
- 1966 - توني آدمز، لاعب ومدرب كرة قدم إنجليزي.
- 1974 - خوليو كروز، لاعب كرة قدم أرجنتيني.
- 1975 - رامون موراليس، لاعب كرة قدم مكسيكي.
- 1976 - نيللي مقدسي، مغنية لبنانية.
- 1979 - نيكولاس ماسو، لاعب كرة مضرب تشيلي.
- 1981 - زينة كرم، مذيعة وممثلة كويتية.
- 1982 - ياسر القحطاني، لاعب كرة قدم سعودي.
- 1983 -
  - مهيار خضور، ممثل سوري.
  - تولغا زينغن، لاعب كرة قدم تركي.
  - نيكوس سبيروبولوس، لاعب كرة قدم يوناني.
- 1991 - محمد العويس، لاعب كرة قدم سعودي.

## وفيات
- 732 - عبد الرحمن الغافقي، قائد عسكري أموي.
- 833 - المأمون، خليفة عباسي.
- 1659 - أبل تاسمان، مستكشف هولندي.
- 1837 - شارل فورييه، فيلسوف واقتصادي فرنسي.
- 1913 - تارو كاتسورا، رئيس وزراء ياباني.
- 1970 - إدوار دلادييه، رئيس وزراء فرنسي.
- 1985 -
  - يول براينر، ممثل أمريكي.
  - أورسون ويلز، ممثل ومخرج أمريكي.
- 2009 - محمد السيد سعيد، كاتب ومحلل سياسي مصري.
- 2019 - شوقي الماجري، مخرج تونسي.
- 2021 - عبد القدير خان، عالم نووي باكستاني.
- 2024 -
  - شوقي أبي شقرا، شاعر لبناني.
  - إثيل كينيدي، نجمة اجتماعية أمريكية.

## أعياد ومناسبات
- يوم الصحة النفسية العالمي.
- اليوم الوطني في فيجي.
- يوم الغفران (عيد يهودي)

## وصلات خارجية
- وكالة الأنباء القطريَّة: حدث في مثل هذا اليوم.
- أرشيف مصر: حدث في مثل هذا اليوم.
- BBC: حدث في مثل هذا اليوم.